# Madagasikara Airways
Ne doit pas être confondu avec Madagascar Airlines.
Madagasikara Airways était une compagnie aérienne privée malgache.

## Historique
Crée en octobre 2015, débute en commençant ses vols. La compagnie propose à ses clients de les faire voyager dans de bonnes conditions avec un savoir-faire ancestral. 
Madagasikara Airways desservit dix villes malgaches, ainsi que Moroni aux Comores  En 2018, elle avait également desservi Saint-Pierre sur l'île de La Réunion.  La compagnie était alors agréée par  l’Aviation Civile de Madagascar.  Entre 2015 et 2018, sa flotte était composée d’un Embraer EMB 120, d’un Beechcraft 200 et d’un Grand Caravan. À partir d'avril 2018, les vols réguliers et à la demande, sont assurés par un Embraer ERJ 145 de 50 places.  
En février 2020, faisant suite à l'irrespect des normes de l'autorité de l'aviation civile de Madagascar, Madagasikara Airways voit son certificat de transport aérien suspendu. En effet, l'acquisition d'un Embraer 145 de 22 tonnes, supérieur au plancher de 18 tonnes, la compagnie était en obligation de recourrir aux opérateurs d'escales agrées.

## Destinations
La compagnie dessert les différents aéroports de Madagascar
- Antananarivo
- Diégo Suarez-Antsiranana
- Majunga-Amborovy
- Morondava
- Nosy Be-Fascene
- Sainte-Marie
- Sambava
- Fort Dauphin
- Tamatave/Toamasina
- Tuléar

La compagnie dessert depuis juillet 2016 l'aéroport 
- Saint-Pierre-Pierrefonds[3]

## Flotte
La compagnie possède 5 appareils.
Il s'agit de :
2 Embraer 120
2 Embraer 145
1 Super King Air B200